# エサイード・ベルカレム
エサイード・ベルカレム（Essaïd Belkalem 、1989年1月1日 - ）は、アルジェリア・メクラ出身の元サッカー選手。元アルジェリア代表。現役時代のポジションはDF。

## 経歴

### クラブ
出身地にほど近いJSカビリーのユースチームでプレーをはじめ、2008年にトップチームデビュー。
2013年6月、JSカビリーを契約満了により退団。直後、スペインのグラナダCFと5年契約を結んだ。2013年8月12日、チャンピオンシップのワトフォードFCにレンタル移籍。
2014年6月よりワトフォードに完全移籍した。直後、トルコのトラブゾンスポルにレンタル移籍。2016年8月10日、ワトフォードを退団。3シーズンで出場は僅か10試合に終わった。
2018年1月15日、半年の無所属期間を経て古巣のJSカビリーに加入。

### 代表
ユース年代からアルジェリア代表に選ばれている。
2012年5月12日、2014 FIFAワールドカップ・アフリカ予選のマリ代表・ルワンダ代表戦でフル代表初招集。9月9日、アフリカネイションズカップ2013予選・リビア代表戦でスタメン入りし初キャップ。フル出場し1-0の勝利に貢献した。
2014年5月31日、アルメニア代表との親善試合で代表初ゴールをマーク。

## 代表歴

### 出場大会
- アルジェリア代表
  - 2014 FIFAワールドカップ

### 試合数
- 国際Aマッチ 20試合 1得点（2010年-2014年）[10]

| アルジェリア代表 | 国際Aマッチ | 国際Aマッチ |
| 年               | 出場        | 得点        |
| ---------------- | ----------- | ----------- |
| 2010             | 1           | 0           |
| 2011             | 0           | 0           |
| 2012             | 3           | 0           |
| 2013             | 9           | 0           |
| 2014             | 7           | 1           |
| 通算             | 20          | 1           |